# 古橋義真
古橋 義真（ふるはし よしざね、嘉永3年11月28日（1850年12月31日） - 明治42年（1909年）11月13日）は、明治時代の民政家、農業功労者。公益のために一生を尽くした。

## 経歴
古橋義真は1850年12月31日（嘉永3年11月28日）、三河国設楽郡稲橋村（愛知県豊田市）に古橋家六代古橋暉皃（1813年～1892年）の次男として生まれた。母は中津川の市川益吉五女・奈加。幼名は英四郎。諱は義真。
1856年（安政3年）に瑞龍寺の僧加藤邁宗について学び、1866年（慶応2年）には平田篤胤の門人馬島靖庵に国学と漢学を学び、水戸浪士木村久之進（浦山長左衛門）に剣を学んだ。
1868年（明治元年）19歳で稲橋村の名主となり、1870年（明治3年）に加茂郡内4ヵ村（閑羅瀬・余平・小瀧野・坪崎）、大野瀬・押山・川手・中当・野入・黒田・桑原・武節8ヵ村の取締を兼帯した。
1872年（明治5年）には家督を相続、源六郎を襲名。同年11月19日に古橋家に縁のある美濃中津川の国学者間杢右衛門の三女都留（1855年～1932年）を娶った。
1874年（明治7年）に第十三大区副区長となり、翌年、その区長となった。
1876年（明治9年）には第十四大区区長となり、郡区制の改正によって11年には北設楽郡郡長となった。
1880年（明治13年）に郡長をやめて帰村した。郷土の開発を指導するとともに、金利制限の改正等を農商務に建議したり、福地源一郎、丸山作楽、吉村寅次郎などが組織した立憲帝政党に協力したりした。
1886年（明治19年）1月に愛知県会議員に当選し辞退、同年4月に東加茂郡長、8月に北設楽郡長に転任、10月には東加茂郡長を兼任。
1887年（明治20年）12月には愛知県知事勝間田稔と意見を異にするをさとり、依願免職して帰村した。
1889年（明治22年）11月に稲橋村名誉村長。
1891年（明治24年）5月に北設楽郡参事委員。
1893年（明治26年）11月には稲橋村村長となり、再び出身村の中心に立った。
1897年（明治30年）5月には、地方制度の変更により稲橋・武節組合村の村長となった。
1909年（明治42年）11月13日に没した。60歳。稲橋・武節組合村は、村葬によってその労に報いた。墓所は豊田市稲武町大井平の古橋家墓地にある。

## 勧業活動

### 産馬
義真は三河の土地がウマを飼うに適していることを知り、明治11年（1878年）にウマの体格が小さく軍用に耐えないとしてウマの改良を図った。奥田賢英を産馬改良主任として、奥羽産の良いウマ数十頭を購入して、夏焼村に県立産馬講習所を建設して種馬を飼育してウマの改良繁殖を行った。明治13年（1879年）に、義真の私費をもって産馬講習所を段戸山に移し、「段戸山産馬講習所」、後に「段戸種畜場」と改称した。
産馬事業は次第に進展し、明治33年（1900年）には三河全域を統合して三河産馬組合を組織するに至り、義真はその組合長に就任した。
明治34年（1901年）農商務省の種馬所を設置するに及び、義真の斡旋により三河産馬組合を愛知県立種馬所となった。

### 林業
義真は父暉皃の企図した百年計画植樹法の企画を参画し、官林井山の払い下げを促進した。北設楽郡長や東加茂郡長としての郡長時代も、大いに林業を奨励した。その影響は隣接する長野県根羽村、岐阜県下原田村、上村に及んだ。義真の唱導により北設楽郡は、実業教育振興のための基本財産の造成と造林示範の目的をもって、郡有林設置の計をたて、明治29年（1896年）、郡下振草村鴨山の御料地407ヘクタールの山林に対し、分収造林を申請し、明治33年（1900年）に契約が成立し、明治36年（1903年）春より植林に着手し、郡有基本財産の基を拓いた。その後土地の払い下げを申請し、名称も郡制の廃止に伴い、鴨山模範造林組合と改称した。田口農林学校（現愛知県立田口高等学校）の創設をはじめ、戦後の町村教育の振興、更に本郷高等学校の開設など、その果たした役割は大きなものがある。
明治35年（1902年）10月、義真は大日本山林会総裁伏見宮貞愛親王より「本会に対し功績特に顕著なるを認め、永くその名誉を表彰せん」ためとして有功章が贈られた。

### 養蚕
義真は、明治8年（1875年）、養蚕製糸場を創設、村人に勧誘して桑を植えた。明治11年、稲橋・武節両村に県の養蚕伝習所を設けて近隣の村々より生徒たちを集め養成した。かつ県令安場保和産馬研究を義真に依頼した。明治13年、稲橋養蚕伝習所の成績優秀者岡田伊三郎を福島県磐城郡掛田村に派遣させ、大橋重左衛門について火力養蚕法を伝習した。同年父暉皃と愛知県庁に「伊勢神宮御衣祭糸献納願」を提出した。翌年5月30日に神宮司庁は内務省と協議の上に、伊勢神宮献糸を正式に認可することとなった。同年7月には「神宮御衣祭献糸申合書」十五条を作成し、「献糸会」を創設した。翌年の明治15年2月3日に正式に献糸会として糸の奉納を始めた。以後綿々と継続、平成30年は137回目の伊勢神宮における献糸奉納となった。

### 農談会
明治11年（1878年）、父暉皃は農談会を創設し、近隣12ヵ村の老農数十人を家に招じて農事を談じ、以後、毎年春秋に開くことに決した。義真は北設楽郡長として、この農談会を郡内に奨励してやがて三河全域に波及した。明治26年、義真は愛知県下で158に達した農談会を統一して三河農会を組織し、その会長に就任した。明治28年、愛知県農会が組織され、義真は推されて副会長となった。農業学校設立の建議をはじめ、耕地区画改正に関する建議、農工銀行設立問題、工業学校及び農業簡易学校設立建議、農事講習所設置建議などその発議に関わるもの多く、終生、農会のために尽した。
また県農会の将来を思い、役職員研修の資として基本財産林の設置を首唱しながら、その実現を見ずして明治42年（1909年）、死去した。県農会はその遺志を奉じ、明治44年、義真の郷里稲橋村の共有林に、分収を以て86ヘクタールに及ぶ基本財産林を造成し、戦後、その管理は県農業協同組合中央会に引継いた。

### 稲橋銀行
義真は、農村の金融に思いを致し、明治政府に対し幾度か金利の制限などを建議した。やがて農工銀行法が発布されるや尾参農工銀行の創立に力を致した。さらに郷土稲武地方の農山村の金融と高利貸退治のため、明治33年（1900年）11月、稲橋銀行を設立し、翌年1月、開業した。以来、愛知・岐阜・長野の3県を営業区とし、本店は稲橋、支店を足助、田口に置き、義真自身、頭取に任じ、堅実な銀行として発展してきた。
しかし、明治37、38年の日露戦争後、基盤の弱い銀行の破綻が続き、経済界は激動の時代を迎えた。こうした中で明治42年（1909年）11月、義真は逝去し、家督と継いだ八代道紀は翌年、頭取に就任した、稲橋銀行は引き続き堅実に発展していたが、その後、政府は銀行の合併を打ち出したので、道紀は将来を洞察し、昭和2年（1927年）6月、岡崎銀行と合併し、稲橋銀行本店はその支店となった。
一方、愛知・名古屋・伊藤の3銀行が合併して、昭和16年（1941年）6月、東海銀行が誕生し、その半年後に太平洋戦争に突入した、この戦時経済金融政策の過程で、昭和20年（1945）9月、岡崎・稲沢・大野の3銀行が東海銀行に吸収合併され、稲橋銀行本店は東海銀行の稲橋支店となった。更に、その後の東海銀行の合理化によって、昭和39年（1964年）11月、加茂信用金庫稲橋支店となり、加茂信用金庫の名称替えに伴い、昭和41年（1966年）9月、豊田信用金庫稲武支店となった。

### 信参鉄道
義真は中仙道鉄道につき伊奈線（飯田・稲橋）を主張、木曽・中津川線（中津川の間氏ら等支持）案と対立、結果は中津川線と決定した。しかし、義真は信参鉄道を私設することに決意した。明治26年（1893年）本間広清・安田善次郎・浅野総一郎・小机三造等の協力を得て、信参鉄道株式会社の創立を計画したが、間もなく日清・日露戦争のため中絶した。やがて明治41年、この会社の設立登記を完了し、第一期碧南郡海岸新川～足助間三十余里の本免許を得て、また英国資本導入を企てギネルを招き、出資方法を商議したこともあったが、この信参鉄道の実施計画中、義真が亡くなり、遂にこの計画は至らなかった。

## 教育活動
暉皃と義真父子は、稲橋組合村十二ヵ村村人に新時代の教育をさせようと学校設立の運動を起こした。明治5年（1872年）、額田県に出願・許可を得て、武節村にあった無住の寺一円寺を校舎として、国学同門佐藤清臣を校長として迎え、瑞龍寺の住職加藤邁宗、御所貝津の医師松井春城を補助として、明治新政府下の学制制度に先んじる2ヵ月前の8月15日に開校した。当日は中秋の明月にあたり、校舎の下を流れる名倉川の清風が心地よくそよいでくることから、学校を明月清風校と名付けた。この郷学校は地域の開化と殖産を担う人物の育成という実学を重んじた。
設立当初の教具・教員の給料、校舎の維持費などの経費は、暉皃と義真父子が寄付した。また学校頼母子講を設け、向かう10年間運営してその利子を積立て、金1000円余をつくり、これを将来の学校経営の基金とするという計画を立て、その間十年の経営資金は古橋家において一切負担することとした。
翌明治6年11月に愛知県（明治5年11月、額田県を合併）が私塾二家塾を廃止することや「第九中学区第四十三番小学」として学制に基づく新しい学校へと転換し、のちに稲橋小学校となり、現在は黒田、押川、小田木、大野瀬小学校との合併をへて、稲武小学校となっている。
また義真は、明治28年10月に県農会に工業学校と農学校設立を提議、そして決議して、今日の名古屋鶴舞の県立工業高等学校及び安城農林高等学校に結実した。

## 勤倹貯蓄
暉皃と義真父子は、公私にわたり勤倹を以て身を持し、貯蓄を奨励実践した。明治11年（1878年）2月、稲橋武節付近連合村会の決議により、平時金穀を蓄積して非常に備えることとし、一厘貯金の規約を設け共同貯金を始めた。義真は北設楽郡長としては各村に奨励し郡下一円に及んだ。稲橋武節は継続実行し、明治41年1月1日には合計2万850円2厘、当時の1厘を今日の100円とすれば、20億850万円であった。

## 伝記
- 国府犀東『古橋源六郎翁 : 付・遺稿』愛知県北設楽郡農会、1912年。